# Ludovica di Savoia
Ludovica di Savoia (Bourg-en-Bresse, 28 luglio 1462 – Orbe, 24 luglio 1503) era figlia di Amedeo IX di Savoia (1435 – 1472) e di Iolanda di Francia (1434 – 1478).

## Biografia
Ludovica condivise giovanissima, con la sorella Maria, la prigionia della madre nel castello di Rouvres (Digione), ove quest'ultima era stata rinchiusa per ordine di Carlo I di Borgogna detto Il Temerario ed ove conobbe il padre spirituale Giovanni Perrin.
Liberata con la madre e la sorella per intervento dello zio re Luigi XI, il duca di Borgogna fece imprigionare il suo pretendente Ugo di Châlon. Liberato anche questo, Ludovica convolò a nozze con Ugo il 24 agosto 1479 ed i due si stabilirono nel castello di Nozeroy.
Diversamente da quello che normalmente succedeva nei matrimoni fra i nobili di allora, la loro fu un'unione molto felice, nonostante la forte differenza di età: Ugo aveva 14 anni più di Ludovica. Ugo condivideva la forte devozione della sua sposa ed i due nobili coniugi divennero presto famosi nella popolazione per le loro opere di carità.
Nel 1490 Ugo morì e Ludovica, assistita da padre Perrin, si ritirò nel Monastero delle suore Clarisse di Orbe (Vaud) nel 1492. Qui condusse una vita austera, scrisse alcune meditazioni e un piccolo trattato sull'importanza del rispetto della regola monastica, andati poi perduti.
Morì in odore di santità all'età di quarant'anni.

## Culto
La sua compagna fedele che l'aveva seguita in convento, Caterina di Saulx, scrisse la sua prima biografia.
Ludovica fu sepolta nel cimitero del convento, ma nel 1531 le sue spoglie furono trasportate nel convento francescano di Nozeroy. Nel 1838 il governo francese, su richiesta di Carlo Alberto di Savoia, concesse l'autorizzazione ad effettuare degli scavi per la loro ricerca. Esse furono trovate e riconosciute tali da attento esame medico, traslate quindi a Torino nella cappella interna di Palazzo Reale.
Papa Gregorio XVI dichiarò Ludovica beata nel 1839 e fissata la celebrazione del suo nome per il 24 luglio.

## Ascendenza
|                      |                     |                     | Genitori                        |  |  | Nonni |  |  | Bisnonni          |  |  | Trisnonni            |  |
|                      |                     |                     |                                 |  |  |       |  |  | Antipapa Felice V |  |  | Amedeo VII di Savoia |  |
|                      |                     |                     |                                 |  |  |       |  |  | Antipapa Felice V |  |  | Amedeo VII di Savoia |  |
|                      |                     | Bona di Berry       |                                 |  |  |       |  |  | Antipapa Felice V |  |  |                      |  |
| Ludovico di Savoia   |                     |                     |                                 |  |  |       |  |  | Antipapa Felice V |  |  |                      |  |
|                      |                     | Maria di Borgogna   | Filippo II di Borgogna          |  |  |       |  |  |                   |  |  |                      |  |
|                      |                     | Maria di Borgogna   | Filippo II di Borgogna          |  |  |       |  |  |                   |  |  |                      |  |
|                      |                     | Maria di Borgogna   | Margherita III delle Fiandre    |  |  |       |  |  |                   |  |  |                      |  |
| Amedeo IX di Savoia  |                     | Maria di Borgogna   |                                 |  |  |       |  |  |                   |  |  |                      |  |
|                      |                     | Giano I di Cipro    | Giacomo I di Cipro              |  |  |       |  |  |                   |  |  |                      |  |
|                      |                     | Giano I di Cipro    | Giacomo I di Cipro              |  |  |       |  |  |                   |  |  |                      |  |
|                      |                     | Giano I di Cipro    | Helvis di Brunswick-Grubenhagen |  |  |       |  |  |                   |  |  |                      |  |
| Anna di Lusignano    |                     | Giano I di Cipro    |                                 |  |  |       |  |  |                   |  |  |                      |  |
|                      |                     | Carlotta di Borbone | Giovanni I di Borbone-La Marche |  |  |       |  |  |                   |  |  |                      |  |
|                      |                     | Carlotta di Borbone | Giovanni I di Borbone-La Marche |  |  |       |  |  |                   |  |  |                      |  |
|                      |                     | Carlotta di Borbone | Caterina di Vendôme             |  |  |       |  |  |                   |  |  |                      |  |
| Ludovica di Savoia   |                     | Carlotta di Borbone |                                 |  |  |       |  |  |                   |  |  |                      |  |
|                      | Carlo VI di Francia | Carlo V di Francia  |                                 |  |  |       |  |  |                   |  |  |                      |  |
|                      | Carlo VI di Francia | Carlo V di Francia  |                                 |  |  |       |  |  |                   |  |  |                      |  |
|                      | Carlo VI di Francia | Giovanna di Borbone |                                 |  |  |       |  |  |                   |  |  |                      |  |
| Carlo VII di Francia | Carlo VI di Francia |                     |                                 |  |  |       |  |  |                   |  |  |                      |  |
|                      |                     | Isabella di Baviera | Stefano III di Baviera          |  |  |       |  |  |                   |  |  |                      |  |
|                      |                     | Isabella di Baviera | Stefano III di Baviera          |  |  |       |  |  |                   |  |  |                      |  |
|                      |                     | Isabella di Baviera | Taddea Visconti                 |  |  |       |  |  |                   |  |  |                      |  |
| Iolanda di Valois    |                     | Isabella di Baviera |                                 |  |  |       |  |  |                   |  |  |                      |  |
|                      |                     | Luigi II d'Angiò    | Luigi I d'Angiò                 |  |  |       |  |  |                   |  |  |                      |  |
|                      |                     | Luigi II d'Angiò    | Luigi I d'Angiò                 |  |  |       |  |  |                   |  |  |                      |  |
|                      |                     | Luigi II d'Angiò    | Marie de Châtillon              |  |  |       |  |  |                   |  |  |                      |  |
| Maria d'Angiò        |                     | Luigi II d'Angiò    |                                 |  |  |       |  |  |                   |  |  |                      |  |
|                      |                     | Violante d'Aragona  | Giovanni I d'Aragona            |  |  |       |  |  |                   |  |  |                      |  |
|                      |                     | Violante d'Aragona  | Giovanni I d'Aragona            |  |  |       |  |  |                   |  |  |                      |  |
|                      |                     | Violante d'Aragona  | Iolanda di Bar                  |  |  |       |  |  |                   |  |  |                      |  |
|                      |                     | Violante d'Aragona  |                                 |  |  |       |  |  |                   |  |  |                      |  |